# コロンブスの卵

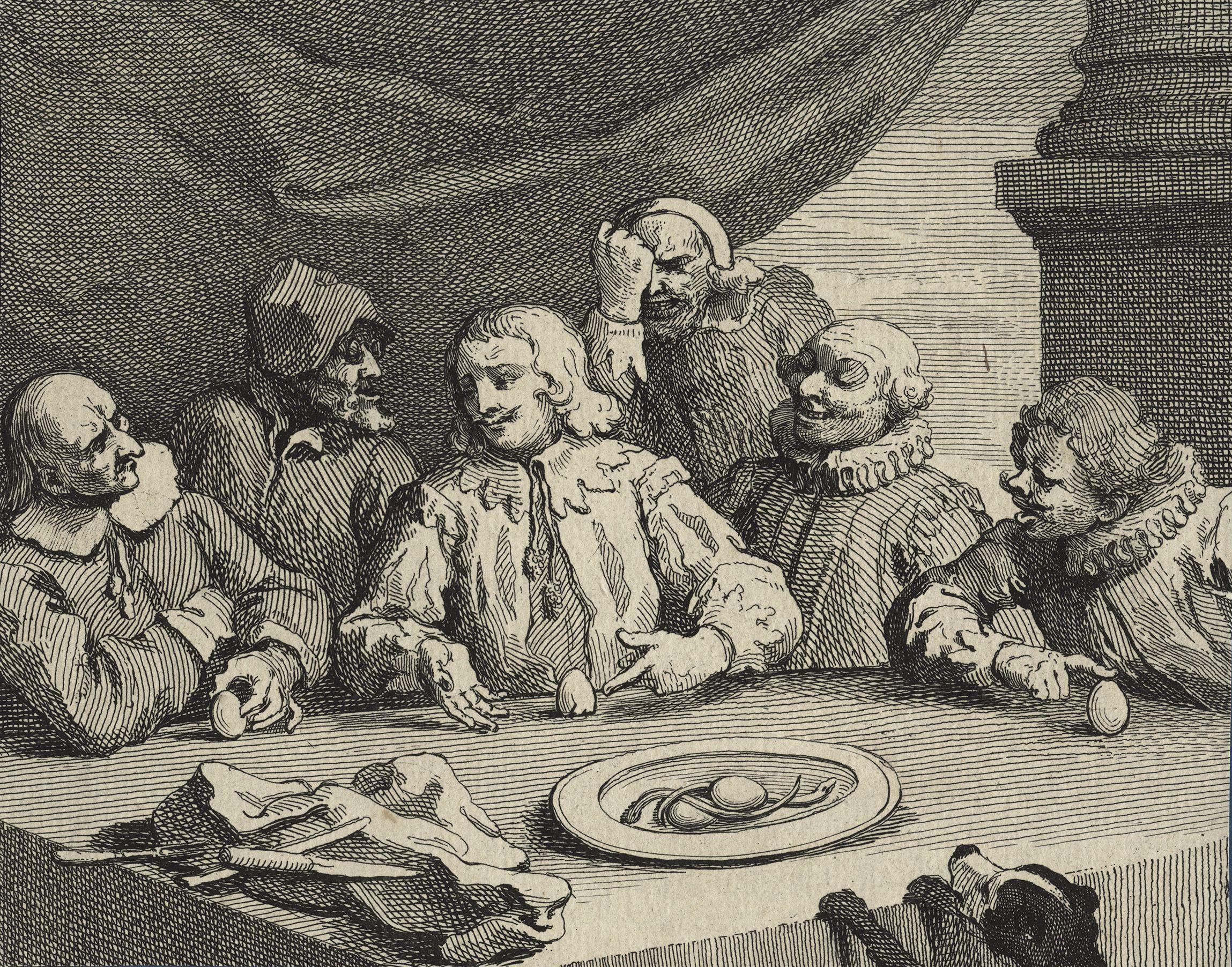
卵を立てるコロンブス (ウィリアム・ホガース画)

コロンブスの卵（コロンブスのたまご、英語: Egg of Columbus または Columbus' egg、イタリア語: Uovo di Colombo [ˈwɔːvo di koˈlombo]）とは、どんなに素晴らしいアイデアや発見も、ひとたび衆目に触れた後には非常に単純あるいは簡単に見えることを指す成句である。少なくとも15世紀から使われてきた表現であるが、その語源とされる逸話についてはいささか疑念が持たれている。その逸話とは、ある席で「誰でも西へ航海すればアメリカ大陸に行き当たるのだから、アメリカ大陸の発見は大した業績ではない」と言われたコロンブスは、相手に卵を立ててみよと応じた。相手が諦めると、コロンブスはテーブルに卵の先端を打ち付けて平らにすることで立ててみせた、というものである。
この言葉は、独創性を議論するときによく引用される。言い換えれば、誰かが最初にそれを思い付かない限り、単純なアイデアでさえ見過ごされる可能性がある。ほか、図形パズルの商品名にもなっている。またコロンブスの伝記では必ず言及される。

## 逸話の出

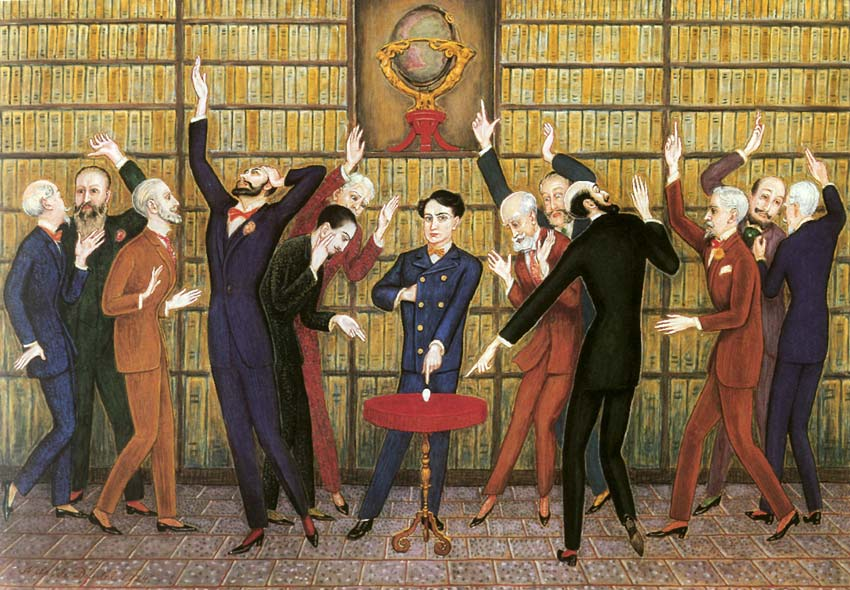
コロンブスの卵（ニルス・フォン・ダーデル画、1924年）

この逸話は、イタリアの歴史家・探検家のジローラモ・ベンゾーニが広めたものとされる。1565年に出版された『新世界史』では、以下のように書かれている。
コロンブスは大勢のスペイン貴族とのパーティーに参加したが、お決まりのようにインドの発見が話題となった。一人の貴族が、「もし貴方がインドを発見できなかったとしても、他の誰かが発見していただろう。我がスペインには天地学と文学に優れた偉大な男が大勢いるのだから。」コロンブスはこれに何の反論もせず、ただ卵を持ってきてほしいと頼んだ。それをテーブルの上に置いて、「紳士諸君、賭けをしましょう。貴方がたは誰も、素手で何も使うことなしにこの卵を私の望むように立てることはできないでしょう。」と言った。貴族達はみな試してみたが、誰も立てることはできなかった。コロンブスは手元に戻ってきた卵をテーブルに打ち付け、片端を少し平らに潰して立ててみせた。貴族達は困惑しながらも、コロンブスが言わんとしていることを理解した。すなわち、物事が為されたあとは、誰でもその方法を知っている。最初にインドを探し当てたコロンブスを嗤う前に、先に自分がそうすべきだったのだと。彼らはその難しさに気付き、しばらく笑っていた。
[Trovandosi adunque Colombo in un convito con molti nobili Spagnuoli, dove si ragionaua (come si costuma,) dell'Indie; uno di loro hebbe a dire. Signor Christofano ancora che voi non haveste trovato l'Indie, non sarebbe mancato ch'il simile hauesse tentanto, come voi, quà nella nostra Spagna; come quella che è de grand'huomini giudiciosi ripiena, cosmografi, & letterati. Non rispose Colombo à queste parole cosa alcuna, ma fattosi portare un'ovo, lo pose in tavola, dicendo; io voglio, Signori, con qual si voglia di voi giuocare una scomessa chen non farete stare quest'ovo in piedi come farò io, ma nudo senza cosa alcuna. Pruovaronsi tutti, & à nessuno successe il farlo stare in piedi; come alle mani del Colombo egli venne, dandogli una battuta su la tavola lo fermò, stricciando cosi un poco della punta; onde tutti restarono smarriti, intendendo che voleva dire; che dopo il fatto ciascuno sà fare, che dovevano prima cercare l'Indie, & non ridersi di chi le cercava innanzi, come un pezzo s'erano risi, & maravigliati, come cosa impossibile à essere.]

## フィリッポス・ブルネレスキの逸話
上記の逸話は、その15年前（ベンゾーニがアメリカ大陸にいた頃）に画家・建築家のジョルジョ・ヴァザーリが紹介した逸話に似ていることから、ベンゾーニの作り話ではないかと考えられている。ヴァザーリは、イタリアの若き建築家フィリッポ・ブルネレスキが設計したフィレンツェのサンタ・マリア・デル・フィオーレ大聖堂のクーポラについての逸話を紹介している。ブルネレスキは、大聖堂造営局が募集した設計コンペに対し、二重構造の巨大なクーポラを仮枠なしで築造する案を提出した。造営局はこの案を訝しみ、ブルネレスキに模型を見せるよう求めたが、ブルネレスキはそれを拒否して次のように提案したという。 
卵を平らな大理石の上に真っ直ぐ立てることができる人なら誰でもクーポラを建てられるはずである。それができるかどうかでこの設計を為すことができる知性を持ち合わせるかを試すことができる。
これに対して、大勢の職人が卵を直立させようと試みたが、誰もその方法を考えつかなかった。フィリッポの番になり、卵を立てるように求められると、フィリッポは優雅に卵を受け取って片端を大理石に打ち付け、見事に卵を立ててみせた。これを見た職人達は、自分達にも同じことができると抗議したが、フィリッポはそれを一笑して、これと同じように模型や設計図を見たあとならば誰でもクーポラを建てられると言うだろう、と応じた。こうしてフィリッポがクーポラの築造を任せられることになった。
[...che chi fermasse in sur un marmo piano un uovo ritto, quello facesse la cupola, che quivi si vedrebbe lo ingegno loro. Fu tolto uno uovo, e da tutti que' maestri provato a farlo star ritto, nessuno sapeva il modo. Fu da loro detto a Filippo ch'e' lo fermasse, et egli con grazia lo prese e datoli un colpo del culo in sul piano del marmo, lo fece star ritto. Romoreggiando gl'artefici che similmente arebbono fatto essi, rispose loro Filippo ridendo che egli averebbono ancora saputo voltare la cupola, vedendo il modello o il disegno. E cosí fu risoluto che egli avessi carico di questa opera, e ne informasse meglio i Consoli e gli operai.]
完成した大聖堂のクーポラは、卵の下半分を逆さにして、頂点がわずかに平らにした形になっていた。

## ギャラリー
- スペイン・イビサ島のサン・アントニ・ダ・プルマニにあるアメリカ大陸発見の記念碑。この言葉にちなみ卵形をしている。（北緯38度58分48秒 東経1度18分22秒 / 北緯38.979870度 東経1.306033度)